# El amor está en el aire
El amor está en el aire fue un dating show producido por Boomerang TV y emitido en Antena 3 desde el 4 de octubre de 2016 a las 22:30 horas. El programa es presentado por Juan y Medio y Ares Teixidó.
Tras los flojos datos de audiencia de sus cuatro primeras emisiones, Antena 3 anunció el 28 de octubre la cancelación del programa. Las dos entregas que todavía no se habían emitido en ese momento fueron relegadas a la franja del late night de los lunes, y sus emisiones tuvieron lugar el 7 y 14 de noviembre de 2016.

## Mecánica
Programa que responde al formato de dating show, si bien combinando secciones dedicadas a las relaciones de pareja con otras referidas a cualquier tipo de vínculo familiar.

## Secciones
- Bodas de asalto. Una persona sorprende a su pareja pidiendo matrimonio cuando menos se lo espera.
- Kiss cam. Capta los besos entre el público asistente en el plató.
- El loft. Un soltero tiene la oportunidad de encontrar a su futura pareja en un loft.[4]

## Invitados
- David DeMaría (Programa 1)
- Abraham Mateo (Programa 2)
- Carlos Baute (Programa 3)
- Raphael (Programa 4)
- Gemeliers (Programa 4)
- Ángel Nieto (Programa 4)
- Marta Sánchez (Programa 6)

## Temporadas
| Temporada | Temporada | Episodios | Estreno              | Final                   | Audiencia media | Audiencia media | Audiencia media |
| Temporada | Temporada | Episodios | Estreno              | Final                   | Espectadores    | Cuota           |                 |
| --------- | --------- | --------- | -------------------- | ----------------------- | --------------- | --------------- | --------------- |
|           | 1         | 6         | 4 de octubre de 2016 | 14 de noviembre de 2016 | 1 134 000       | 9,8%            |                 |
| Total     | Total     | 6         | 2016                 | 2016                    | 1 134 000       | 9,8%            |                 |

### Temporada 1 (2016)
| N.º (programa.) | N.º (temporada.) | Fecha de emisión        | Espectadores | Cuota |
| --------------- | ---------------- | ----------------------- | ------------ | ----- |
| 01              | 01               | 4 de octubre de 2016    | 1 817 000    | 14,1% |
| 02              | 02               | 11 de octubre de 2016   | 1 573 000    | 11,0% |
| 03              | 03               | 18 de octubre de 2016   | 1 200 000    | 9,8%  |
| 04              | 04               | 25 de octubre de 2016   | 1 149 000    | 8,9%  |
| 05              | 05               | 7 de noviembre de 2016  | 562 000      | 8,2%  |
| 06              | 06               | 14 de noviembre de 2016 | 507 000      | 6,8%  |